# Idiopsebium bicolor
Idiopsebium bicolor is een keversoort uit de familie van de boktorren (Cerambycidae). De wetenschappelijke naam van de soort werd voor het eerst geldig gepubliceerd in 1971 door Quentin & Villiers.